# Turji Remety
Turji Remety (ukr. Тур'ї Ремети) – wieś na Ukrainie w rejonie pereczyńskim obwodu zakarpackiego.